# Brannovices
Els brannovices o blannovis (llatí Brannovices, Brannovii i també Aulerci Brannovices) foren un poble gal esmentat per Cèsar. És possible que habitaren la diòcesi de Mâcon. Cèsar els dona a més a més el nom de vlanovicibes o blannouiis, que es refereix al mateix poble.